# Mokoš
Mokoš je žensko božanstvo u slavenskoj mitologiji, boginja plodnosti, zaštitnica žena.
Mokoš predstavlja sredinu između Velesa i Peruna, vlažnu zemlju i žarko sunce, žensko božanstvo koje je oličenje majke prirode i njezine plodnosti. Mokoš je, kao mogući ostatak kulta božice majke, njegovanog u većine poljodjelskih društva, možda i mnogo drevnija od muških slavenskih bogova.
Mokoš također sudjeluje u božanskom sukobu. Izvorno je Perunova supruga, ali bi šest mjeseci svake godine odlazila kao ljubavnica u kraljevstvo mrtvih k njegovu suprotniku Velesu (simbolični prikaz kretanja sunca).
Bila je zaštitnicom žena, pogotovo onih u drugom stanju. Od nje su potekle ženske djelatnosti kao što su predenje i vezenje – u mnogih slavenskih naroda dugo poslije pokrštavanja preživio je običaj da joj se kao ponuda ostavi pramen vune kraj peći kako bi pomogla u ovim poslovima.
Naselje Mokošica dobilo je ime po ovoj božici.
S imenom Mokoši u svezi je brdo Mošnica iznad Dugog Rata, koje se nalazi kraj brda Peruna.